# Ghulam Nabi Azad

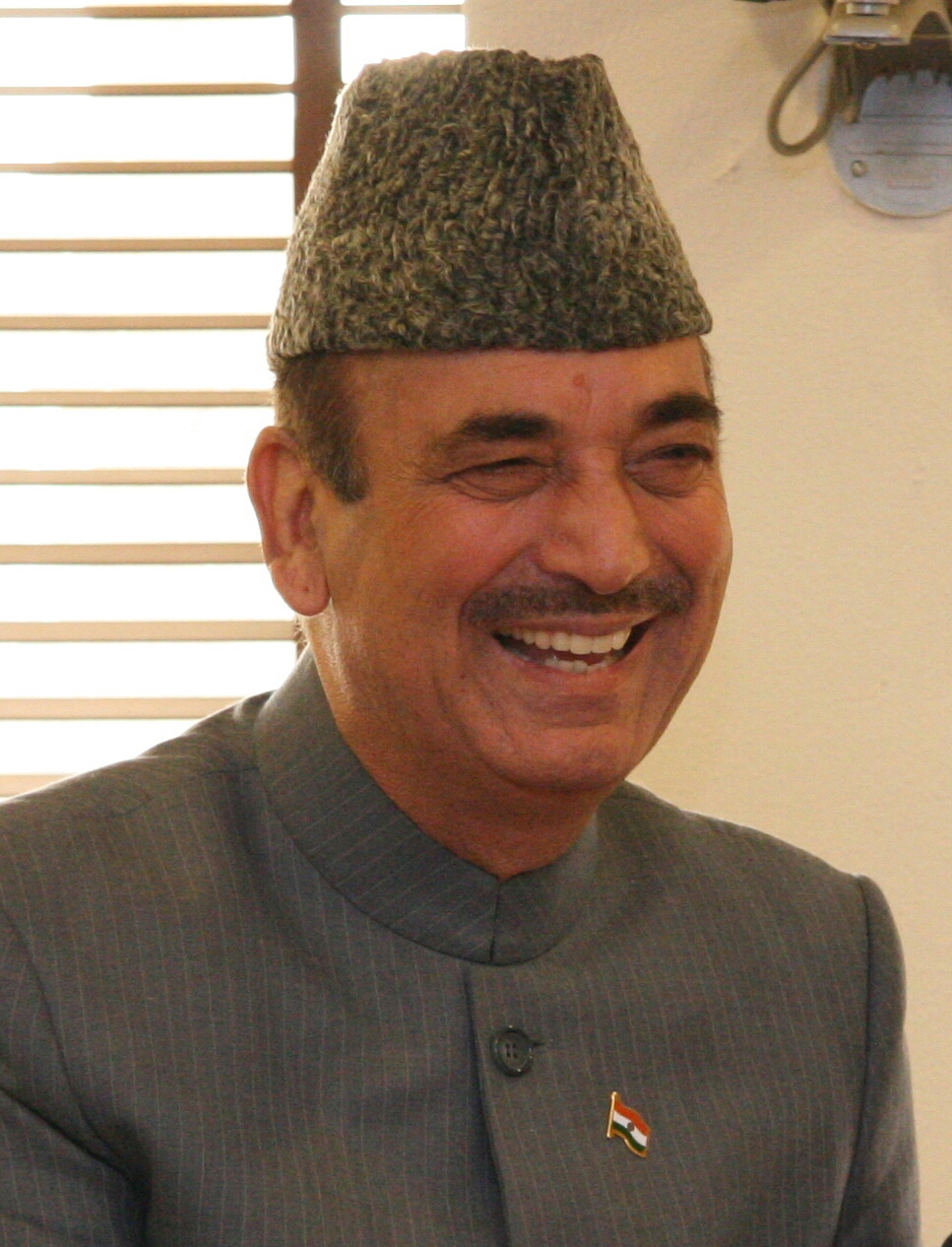
Ghulam Nabi Azad 2012.

Ghulam Nabi Azad, född 7 mars 1949, är en indisk (kashmirisk) politiker.
Azad var premiärminister i Jammu och Kashmir 2 november 2005–5 januari 2009. Innan dess var han minister för kontakterna med Sansad samt minister för stadsutvecklingsfrågor i Manmohan Singhs indiska regering.Den 26 september 2022 tillkännagav Azad namnet på sitt nya parti som det demokratiska Azadpartiet.  Det demokratiska Azadpartiets flagga har tre färger: senap, vit och blå. Den 27 december 2022 ändrar han sitt partis namn till Demokratiska progressiva Azadpartiet.